# Adolf Friedrich von Wernich
Adolf Friedrich von Wernich (ur. 12 czerwca 1807 w Gdańsku, zm. 7 kwietnia 1873 w Bydgoszczy) –
niemiecki prawnik, urzędnik kolejowy, współtwórca Pruskiej Kolei Wschodniej „Ostbahn”.

## Życiorys
Syn Christiana von Wernicha (1778-1845) i Johanny Wilkinson (1784-1855). Ukończył prawo na Uniwersytecie w Królewcu „Albertyna” (-1827). W wojsku pruskim uzyskał stopień porucznika. Pełnił funkcję starosty powiatu szubińskiego (1836-1848), pierwszego przewodniczącego Królewskiej Dyrekcji Kolei Wschodniej (Königliche Direktion der Ostbahn) w Bydgoszczy (1849-1853) oraz przew. Królewskiej Dyrekcji Kolei w Saarbrücken (Königliche Direction der Saarbrücker Eisenbahn) (1853-1863).